# 柏倉努
柏倉努（日语：／ Kashiwakura Tsutomu，1966年3月1日—），日本男性配音員、音響監督。Magus所屬。出身於神奈川縣相模原市。B型血。現用藝名：。本名和舊藝名的讀音與現在藝名相同。音響監督工作時別名。至2004年9月變更為現時的藝名。

## 經歷
從小就很喜歡漫畫、動畫，將來夢想能演《無敵鐵金剛Z》的主角兜甲兒，而為了延續這個夢想，成為ARTSVISION演技研究所第1期的學生。
2000年也投入音響監督的工作。

## 逸事
關於長年幫《櫻桃小丸子》的濱崎配音，他稱「仔細看看我的兄弟們，他們比我更堅強振作，但還是有些共同點」。
他也喜歡玩電視遊戲機和電腦。至於遊戲如果推出新作必定會購入，甚至玩到忘了睡覺和吃飯（本人稱作「猴子剝薤的狀態」），遊戲暫停時會在電視螢幕的上方放一個計時器。

## 演出
粗體字表示主要角色。

### 電視動畫
1985年
- 機動戰士Z鋼彈（導航員）
- 宇宙奇兵（安東尼奧）

1986年
- 機動戰士鋼彈ZZ（葛雷米·托托）
- 相聚一刻（學生B 等）

1987年
- 超能力魔美（學生C、學生B、少年B、學生A、工作人員B、男學生A、男學生）
- 機甲戰記威龍（丹·克留格爾）

1988年
- 之後頓珍漢（日语：ついでにとんちんかん）（假葛林）
- 變形金剛：超神 Master Force（副官萊特富特）
- 妳好！淑女小琳（日语：レディ!!#ハロー！レディリン）（保羅）
- 甜蜜小天使 (1988年版)（新谷少年）
- 聖魔大戰（ピーコック帝子）
- 比利犬（日语：ビリ犬）（大福豆岡）

1989年
- 寶馬神童（日语：青いブリンク）（朗帝）
- 麵包超人（茶壺人）
- 大耳鼠（小孩A、學生）
- 比利犬商會（大福豆岡）
- 亂馬½ 熱鬥篇

1990年
- 功夫貓黨（安德魯、烏鴉忍者A、0號B）
- 新仙魔大戰（綾取魔cho）
- 櫻桃小丸子 (第1期)（家庭教師、惠比壽同學〈初代〉[5]、男孩子、濱崎憲孝〈第2代〉、小山、中島〈初代〉、山本雪男〈初代〉、小西、中學生A、幽靈）
- 藤子不二雄A的夢魔子（日语：藤子不二雄Aの夢魔子）（社員、部員、學生）
- 至尊勇者（星星玉子／星星王子）

1991年
- 櫻桃小丸子 (第1期)（社員）
- 金魚注意報（淺羽〈第2代〉、美少年）
- 猜拳人（ムシカゴくん）
- 妙妙殭屍（日语：どろろんぱっ!）（桔梗丸）
- 意甲小旋風（日语：燃えろ!トップストライカー）（羅伯托·孔奇尼、三浦亮）

1992年
- 宇宙騎士BLADE（路易、接線員A）
- 蠟筆小新（店員）
- 少年阿貝2（日语：少年アシベ）
- 超仙魔大戰（／）
- 麵包超人（パンポン）
- 環保小尖兵（日语：地球SOS それいけコロリン）（汙死魔栗男）
- 小小男子漢（男學生、男學生B）
- 美少女戰士（篠川貴人）
- 緞帶魔法姬（森）
- 超時空保姆（男學生、英吉、兒童會長）
- 南國少年奇小邪（阿伸、桑田（蟾蜍）、棒球社員、宮本）

1993年
- 劍勇傳說YAIBA（海參男、蛞蝓男）
- GS美神（嘍囉）
- 麵包超人（山葵先生）
- 歡樂的楊柳鎮（塔楊）
- 超電動機械人 鐵人28號FX（席摩爾）
- 哆啦A夢 (大山羨代版)（售貨員）
- 美少女戰士R（蒼之沙菲爾）
- 叮噹貓（秀作）
- 小婦人物語 南與喬老師（傑克·福特）
- 黑色推銷員（矢和井一夫）

1994年
- 小紅帽恰恰（巴拉玫瑰人老師）
- 卡拉OK戰士麥克次郎（日语：カラオケ戦士マイク次郎）（舟木義雄）
- 足球小將翼J（松山光、岸田猛、法蘭·昆薩瓦特 等）
- 蠟筆小新（眉唾商事社員、伸田拉麵店店員、阿明）
- 白雪公主的傳說（日语：白雪姫の伝説）
- 侍魂 ～破天降魔之章～（小孩A）
- 小小男子漢（男學生B）
- 飛天少女豬（武者小路琢磨、黑子）

1995年
- 愛天使傳說（山本隆司）
- 動畫世界的童話（日语：世界名作童話シリーズ ワ〜ォ!メルヘン王国）（次男、王子、胡桃鉗人偶）
- 怪盜Saint Tail（望月豐）
- 恐龍冒險記（日语：恐竜冒険記ジュラトリッパー）（蛇）
- 櫻桃小丸子 (第2期)（1995年—，濱崎憲孝〈第2代〉[6]、小山、惠比壽〈初代〉、中島〈初代〉、山本雪男〈初代〉、小西）
- 守護天使莉莉佳（西所澤）
- 羅密歐的藍天（安賽摩·羅西）

1996年
- 無家可歸的孩子蕾米（艾米爾）
- 鬼太郎 (第4作)（座敷童子、水獺）
- 玩偶遊戲（溝口、小牧、西川）
- 企鵝掌門人（日语：バケツでごはん）（冰室）
- 山林小獵人 (1996年版)（みかづき）
- 水色時代（八王子、山下）
- 勇者指令達古王（先生、宇宙皇帝亞克星人）

1997年
- 學級王山崎（下部拓也）
- 金田一少年之事件簿（鴨下明）
- 手塚治虫的舊約聖書物語（日语：手塚治虫の旧約聖書物語）
- 超魔神英雄傳（肯）
- 怪博士與機器娃娃 (1997年版)（黨羽）
- 白鯨傳說（日语：白鯨伝説）（四郎·時貞）
- 勇者王（猿頭寺耕助、數納鷹泰、賓治龍、托摩洛0117）
- 浪客劍心（新八〈回想〉）

1998年
- 吸血姬美夕（神魔·傀儡）
- 丸少爺（ギスギス）
- 金田一少年之事件簿（椎名真木男）
- 玩偶遊戲（溝口、小牧）
- 看我這一邊！蜜子（日语：こっちむいて!みい子）（吉田郁也）
- Generator Gawl（日语：ジェネレイターガウル）（亮）
- 時空偵探建次君（李）
- 星方武俠（日语：星方武侠アウトロースター）（哈利·麥克杜格、珍〈14歳〉）
- 神奇寶貝（ケイタ）
- 遊☆戲☆王（獏良了）

1999年
- 伊索世界（庫克貓、果物屋、兔子B）
- 金田一少年之事件簿（萬田光男）
- 烏龍派出所（查理小林）
- 十兵衛 -心形眼罩的秘密-（針生鐵齋、天地無用之介）
- 機械女神J to X（笑念）
- 索斯機械獸（韋德）
- 地球防衛企業（佐伯徹[7]）
- 神奇寶貝（ミケオス）
- 炸彈人 彈珠人爆外傳V（たんとうボン）

2000年
- 大嘴鳥（三胞胎的爸爸）
- 金田一少年之事件簿（伊能耕平）
- 幽浮寶貝（化學老師）
- 爆裂戰士戰藍寶（ハクバー、手下A、混混）
- 女神候補生（爾尼斯特·科雷）
- 怪獸農場 ～前往傳說之路～（日语：モンスターファーム (アニメ)）（加利）

2001年
- 通靈王 (2001年版)（コンチ）

2005年
- 勇者王FINAL GRAND GLORIOUS GATHERING（猿頭寺耕助、數納鷹泰、托摩洛0117）

### 電影動畫
1986年
- 還有第11人！（日语：11人いる!）（查科）
- GREY Digital Target（日语：GREY）（提姆）

1987年
- 哆啦A夢：大雄與龍之騎士（地底人）

1989年
- 金星戰記（日语：ヴイナス戦記）（克利斯）

1990年
- 櫻桃小丸子：友情歲月（日语：ちびまる子ちゃん (映画)）（濱崎）

1992年
- 櫻桃小丸子：我最喜歡的歌（濱崎）

1993年
- 母親 -塞戈爾少女夜-（杜）
- 鐵拳對鋼拳1993

1996年
- 麵包超人：飛行繪本與玻璃鞋（日语：それいけ!アンパンマン 空とぶ絵本とガラスの靴）（茶壺人）
- 廁所裡的花子（石渡拓海）

1997年
- 靈異教師神眉：午夜0點，神眉必死！（加加美潤）

2015年
- 劇場版 櫻桃小丸子：來自義大利的少年（濱崎）

### OVA
1987年
- 風與木之詩 SANCTUS -三聖頌-（卡爾·麥瑟）
- 戰國奇譚妖刀傳（日语：妖刀伝）（森蘭丸）
- 數位惡魔物語 女神轉生（學生）
- 微笑標的（級友）

1988年
- （雅彥）
- 宇宙家族卡爾賓（日语：宇宙家族カールビンソン）

1989年
- 斬除寒月一凍惡靈 神州魑魅變異聞（日语：寒月一凍悪霊斬り 神州魑魅変異聞）（銀之助）
- The Borgman Last Battle（シャオ·シェン）

1990年
- 暗黑神話（坊主）
- 變形金剛Z（ラビクレーター）

1991年
- 暗黑之貓（日语：ダークキャット）（影崎留意）

1992年
- 間之楔（凱留）
- 紅色疾風（日语：紅いハヤテ）（鞍馬幻舞）
- （俊哉）
- KO世紀三獸士（布萊恩）
- 猜拳人 怪獸大決戰（ムシカゴくん）

1994年
- 正義使者臀娘（恐怖新聞男子）
- Macross Plus

1995年
- 小紅帽恰恰（巴拉玫瑰人老師）

1996年
- 我的性騷擾煩惱（日语：僕のセクシャルハラスメント）（望月順哉）
- （魯達）

1997年
- 超獸傳說Gestalt（日语：超獣伝説ゲシュタルト）（蒼子）

2000年
- 勇者王FINAL（猿頭寺耕助、托摩洛0117）

### 遊戲
1991年
- 改造町人零2 -新的勁敵-（日语：改造町人シュビビンマン）（太助）

1992年
- BABEL（日语：BABEL）（海斯）
- 魔法少女Silky Lip（日语：魔法の少女シルキーリップ）（猿留宗彥〈猴子〉）

1996年
- 櫻桃小丸子 豪華益智問答（濱崎）

1998年
- SD鋼彈 G世代 SPIRITS（葛雷米·托托）

1999年
- SD鋼彈 G世代-ZERO（格雷米·托托）
- 超級機器人大戰完全版（格雷米·托托）
- 勇者王 BLOCKADED NUMBERS（猿頭寺耕助）

2000年
- SD鋼彈 G世代-F（格雷米·托托）
- 超級機械人大戰α（格雷米·托托）
- SCANDAL（日语：スキャンダル (ゲーム)）（黑樹玲子）

2001年
- SD鋼彈 G世代-F.I.F（格雷米·托托）
- 超級機器人大戰α for Dreamcast（格雷米·托托）

2002年
- SD鋼彈 G世代-DA（格雷米·托托）
- SD鋼彈 G世代 NEO（格雷米·托托、傑拿斯·連恩）
- 通靈王 Spirit of Shaman（コンチ）
- 超級機器人大戰IMPACT（日语：スーパーロボット大戦IMPACT）（格雷米·托托）

2003年
- 第2次超級機器人大戰α（猿頭寺耕助、弁奇儂）
- 洛克人零2（日语：ロックマンゼロ2）（艾爾畢斯）

2004年
- SD鋼彈 G世代 SEED（格雷米·托托、傑拿斯·連恩）
- 超級機器人大戰MX（丹·克留格爾）
- 超級機器人大戰GC（日语：スーパーロボット大戦GC）（丹·克留格爾）

2005年
- 超級機器人大戰MX 攜帶版（丹·克留格爾）
- 第3次超級機器人大戰α 終焉之銀河（托摩洛0117）

2006年
- SD鋼彈 G世代 PORTABLE（格雷米·托托、傑拿斯·連恩）
- 機動戰士鋼彈 CLIMAX U.C.（格雷米·托托）
- 超級機器人大戰XO（丹·克留格爾）

2007年
- SD鋼彈 G世代 SPIRITS（格雷米·托托、傑拿斯·連恩）
- 鋼彈無雙（格雷米·托托）

2008年
- 鋼彈無雙2（格雷米·托托）
- 超級機器人大戰A 攜帶版（格雷米·托托、吉翁強化兵、丹·克留格爾）

2009年
- SD鋼彈 G世代 WARS（格雷米·托托、傑拿斯·連恩）
- 櫻桃小丸子DS 小丸子的市鎮（濱崎）

2011年
- SD鋼彈 G世代 3D（格雷米·托托、傑拿斯·連恩）
- SD鋼彈 G世代 WORLD（格雷米·托托、傑拿斯·連恩）

2012年
- SD鋼彈 G世代 OVER WORLD（格雷米·托托）

2013年
- JoJo的奇妙冒險 群星大對決（日语：ジョジョの奇妙な冒険 オールスターバトル）（穿心攻擊[8]）

2015年
- JoJo的奇妙冒險 天國之眼（日语：ジョジョの奇妙な冒険 アイズオブヘブン）（穿心攻擊）
- 超級機器人大戰BX（托摩洛0117）

2016年
- 鋼彈場模最前線（日语：ガンダムジオラマフロント）（格雷米·托托）

2018年
- 超級機器人大戰X（格雷米·托托）

2019年
- SD鋼彈 G世代 創世（格雷米·托托）

### 外語配音

#### 電影
- 溫馨家族（英语：Parenthood (film)）（Garry Buckman-Lampkin〈華堅·馮力士〉）※東京電視台版。
- Temptation（Joel）

#### 動畫
- 菲力貓的扭曲故事（英语：The Twisted Tales of Felix the Cat）（菲力貓）

### CD
- animateCD精選 裝甲戰士（日语：サイバーボッツ）（神樂千代丸）
- CD DORAMA 封魔少年焰&陣（演出）
- 勇者王系列（卯都木命）
  - 廣播劇特別篇1 ～生化人誕生～（猿頭寺耕助）
  - 廣播劇特別篇2 ～機器人闇酷冒險記～（猿頭寺耕助）
  - 廣播劇特別篇3 ～最強勇者美女軍團～（猿頭寺耕助、數納鷹泰）
  - 廣播劇特別篇4 ～永遠的ID5…～（猿頭寺耕助、猿頭寺耕市）
- 洛克人零3 重灌大碟洛克人零·終極（TK31）
- 超仙魔大戰 名曲集（ビシュヌ·ティキ）
- 小紅帽恰恰  Vol.4 （巴拉玫瑰人老師）
- Vol.1～3（魯達）
- 飛天少女豬
  - （武者小路琢磨）
  - （武者小路琢磨）
  - （武者小路琢磨）
- 地球防衛企業　實錄！(株)21世紀警備保障 新年度大宴會（佐伯徹）
- 勇者鬥惡龍 羅德的紋章（異魔神）
- WILD☆ACT（尾長沙苗）
- 青梅竹馬（松木誠）
- CD COLLECTION （長谷川奏）
- 危險的修學旅行（一條克己）
- MIND ASSASSIN2 廣播劇CD（少年利希特、警察官）
- CD 一寸枕草紙（女、魔物、國民）
- 超獸傳說Gestalt（日语：超獣伝説ゲシュタルト）（蒼子）
- 烏龍派出所 （查理小林）
- 櫻桃小丸子 ～小丸子的聲音日記～（濱崎）

### 卡式錄音帶
- 被虐的荒野（梅蘭尼·莫非）
- 託生同學系列（日语：タクミくんシリーズ） （高林泉）

### 廣播節目
- （文化放送）

## 音響監督

### 電視動畫（音響監督）
2000年
- 第一神拳[注 3]

2001年
- 學園戰記無量（日语：学園戦記ムリョウ）[注 3]
- 永恆傳奇 THE ANIMATION[注 4]

2002年
- 青出於藍[注 4]
- 十二國記[9]

2003年
- 青出於藍 ～緣～
- GAD GUARD[注 4]
- 人間交差點

2004年
- 混沌武士

### OVA（音響監督）
2001年
- Spirit of Wonder 中華姑娘的縮小（日语：Spirit of Wonder#チャイナさんシリーズ）（2001年）[注 5]
- Spirit of Wonder 中華姑娘的星球（日语：Spirit of Wonder#チャイナさんシリーズ）（2001年）[注 5]

2002年
- 魔法護士小麥[注 6]

2004年
- 魔法護士小麥Z[注 7]

### 電影劇場（音響監督）
2001年
- 頭文字D Third Stage[注 3]
- 大都會[注 3]

2002年
- 千年女優[注 3]

2003年
- 東京教父[注 8]
- 茄子 安達魯西亞之夏[注 9]

### 遊戲（音響監督）
2015年
- 遙遠時空6（日语：遙かなる時空の中で6）

## 腳註